# The Miraculous Blackhawk: Freedom’s Champion
The Miraculous Blackhawk: Freedom’s Champion ist ein 1952 erschienenes, fünfzehnteiliges Schwarz-weiß-Serial über die gleichnamige Comicfigur von DC Comics.

## Handlung
Im Zweiten Weltkrieg führt Blackhawk eine fliegende Gruppe von Veteranen. Die Gruppe nennt sich The International Brotherhood. Sie müssen den berüchtigten Spion Laska und seine Handlanger aufhalten. Im  weiteren Verlauf machen sich Blackhawk und sein fliegendes Team daran, diese Verbrecher vor Gericht zu stellen.

## Teile
Die Handlung wurde in 15 Abschnitten präsentiert:
1. Distress Call from Space
2. Blackhawk Traps a Traitor
3. In the Enemy’s Hideout
4. The Iron Monster
5. Human Targets
6. Blackhawk’s Leap for Life
7. Mystery Fuel
8. Blasted from the Sky
9. Blackhawk Tempts Fate
10. Chase for Element X
11. Forced Down
12. Drums of Doom
13. Blackhawk’s Daring Plan
14. Blackhawk’s Wild Ride
15. The Leader Unmasked[1]

## Produktion
Der Autor George Plympton beschrieb ein Treffen der Produktionsmitarbeiter, bei dem sie eine Aufnahme der kurzlebigen Blackhawk-Radioserie hörten. Alle Teilnehmer des Treffens waren „entsetzt über das verwirrende Plappern“. Für Kolumbiens Serial sprechen alle Rekruten der Blackhawk-Kapitel mit amerikanischen Standardakzenten.